# Darul Islam
Darul Islam är ett radikalt islamiskt trossamfund i Niger, som skapat ett eget samhälle med samma namn utanför staden Mokwa. Gruppens ledare heter Amrul Bashir Abdullahi. Manliga medlemmar är klädda i vita mantlar medan kvinnorna är helt täckta av svarta burkas.
Den 15 augusti 2009 genomförde poliser, med förstärkning från Nigerias huvudstad Abuja, en omfattande räd mot gruppen och grep omkring 600 av dess medlemmar.
Polisen motiverade tillslaget med rykten om att kvinnliga sektmedlemmar utsatts för tvångsäktenskap. Men troligen finns också en rädsla för att de oroligheter, som några veckor tidigare ägt rum i grannlandet Nigeria, skulle sprida sig även till Niger. Nära 800 personer i nordöstra Nigeria har dödats i strider mellan islamistiska Boko Haram och nigerianska säkerhetsstyrkor.